# Amuza
Amuza is een Australisch automerk dat verlengde limousines maakt op basis van de Amerikaanse Ford Falcon/Fairmont/Futura. De limousine 'Grand Chauffeur' werd in 2003 in Tokio gepresenteerd. Hij is te koop in Japan, Australië en Singapore.
Amuza is op 11 april 1997 opgericht als afsplitsing van Ventura. Het bedrijf is gevestigd in Perth en ontwikkelde naast de vermelde limousine, laatst ook een sportwagen. Dit is echter een prototype, en het bedrijf is tevens aan de slag met computertekeningen en een prototype voor een amfibievoertuig.

## Amuza in een notendop
- Modellen: één  + twee prototypes
- Bedrijf: Amuza Motors Pty Ltd
- Locatie: Saint Georges Terrace, Perth, West-Australië, Australië
- Benelux: neen
- Suriname: neen

## Prototypes
- Amuza Submersible Vehicle
- Amuza Sports Car

## Betekenis in Esperanto
Amuza is een Esperanto-woord dat leuk betekent.